# Канон Яо
Канон Яо 堯典 ("Яо дянь") - первая глава сборника «Шу цзин», повествующая о государе Яо (трад.  2353 — 2234 до н. э.) и его преемнике, Шуне. В "древней версии" шу эта глава разделена на две, Канон Яо и Канон Шуня 舜典.
Текст, повествующий о Яо, состоит из двух разделов: в первом Яо назначает семьи Си 羲 и Хэ 和 для наблюдения за солнцем и сезонами, а во втором сталкивается с бедствием потопа и проводит совет по подбору соответствующего кандидата для ликвидации этого бедствия. Таковым становится Шунь. Примечательно, однако, что оставшееся повествование посвящено ритуальным темам, и мотив потопа в нём не возвращается.
Канон Яо стал одним из наиболее внимательно изучаемых в раннюю имперскую эпоху, поскольку в нём разыскивались космологические основания для государственных ритуалов. Согласно Мартину Керну, инспекционный маршрут Шуня, посетившего четыре священных пика (zh:四岳), расположенных по сторонам света, становится прототипом ритуальных путешествий Цинь Ши-хуана.